# Stiretrus anchorago
Espèce
Stiretrus anchorago est une espèce d'insectes hémiptères, appartenant à la famille des Pentatomidae  et à la sous-famille des Asopinae.
C'est une espèce de punaises originaire d'Amérique du Nord et d'Amérique centrale, prédatrice d'insectes coléoptères et lépidoptères.
C'est un insecte auxiliaire utile en agriculture car divers ravageurs des cultures figurent parmi ses proies, notamment la chenille arpenteuse du soja (Chrysodeixis includens), la coccinelle mexicaine des haricots (Epilachna varivestis), le doryphore (Leptinotarsa decemlineata).